# 氢化铝钾
氢化铝钾是一种无机化合物，化学式为KAlH4。它可由氯化钾和氢化铝钠通过在保护气中球磨制得，所得混合物经过在二乙二醇二甲醚中搅拌、过滤、甲苯沉淀等步骤分离并提纯。它也能由铝和氢化钾在高压氢（>175 bar）中加热（270 °C）得到。

## 拓展阅读
- S. I. Bakum, U. Mirsaidov, M. E. Kost, T. N. Dymova. . Bulletin of the Academy of Sciences of the USSR Division of Chemical Science. 1972-09, 21 (9): 2034–2035  [2023-01-05]. ISSN 0568-5230. doi:10.1007/BF00854636 （英语）.